# Amtsgericht Felsberg
Das Amtsgericht Felsberg (bis 1867 Justizamt Felsberg) war ein von 1822 bis 1943, als Zweigstelle bis 1970 bestehendes Gericht der ordentlichen Gerichtsbarkeit mit Sitz in der Stadt Felsberg (Hessen).

## Geschichte
Mit Inkrafttreten des kurhessischen Organisations-Edikts am 1. Januar 1822 wurden Justiz und Verwaltung im Kurfürstentum Hessen getrennt. Damit verlor das bisherige Amt Felsberg seine administrativen Funktionen an den neu gebildeten Kreis Melsungen und diente als Justizamt Felsberg nur noch der Rechtsprechung. Der Bezirk dieses neu gebildeten Untergerichts setzte sich aus der Stadt Felsberg und den Dörfern Altenbrunslar, Altenburg, Beuern, Böddiger, Deute, Gensungen, Harle, Helmshausen, Hesserode, Heßlar, Hilgershausen, Lohre, Melgershausen, Neuenbrunslar, Niedermöllrich, Niedervorschütz, Rhünda, Unshausen sowie Wolfershausen zusammen. Im Jahr 1843 wurde Unshausen dem Justizamt Homberg zugeteilt.
Nach der Annektierung Kurhessens durch das Königreich Preußen nach dem Deutschen Krieg 1866 erging im Juni 1867 eine königliche Verordnung, die die Gerichtsverfassung im vormaligen Kurfürstentum Hessen und den vormals zum Königreich Bayern zählenden Gebietsteilen neu ordnete. Die bisherigen Gerichtsbehörden wurden aufgehoben und durch Amtsgerichte in erster, Kreisgerichte in zweiter und ein Appellationsgericht in dritter Instanz ersetzt. Infolgedessen wurde das bisherige Justizamt in Amtsgericht Felsberg umbenannt und dem Sprengel des Kreisgerichts Cassel zugeteilt.
Aufgrund des Gerichtsverfassungsgesetzes kam es mit Wirkung vom 1. Oktober 1879 zum Wechsel in den Bezirk des neu errichteten Landgerichts Kassel, der Bezirk des Amtsgerichts selbst änderte sich jedoch nicht.
Im Jahre 1943 verlor das Amtsgericht Felsberg seine Selbständigkeit und wurde Zweigstelle des Amtsgerichts Melsungen. Am 1. Juli 1970 wurde diese Zweigstelle aufgehoben.